# Атлантида: Загублена імперія
«Атлантида: Загублена імперія» (англ. Atlantis: The Lost Empire) — повнометражний анімаційний фільм студії Волта Діснея, що вийшов 15 червня 2001 року. Натхненний романом Жуля Верна «Двадцять тисяч льє під водою», він описує подорож експедиції підводного човна в пошуках легендарної Атлантиди. Головний герой, учений Майло Тетч, отримує нагоду довести правдивість своїх припущень про Атлантиду й повернути їй колишнє процвітання.

## Сюжет
У часи існування прадавньої держави Атлантиди стається катастрофа. На континент насувається величезна хвиля, атланти рятуються під силовим куполом, серед них і мала принцеса Кіда. Купол з нечисленними вцілілими під ним опускається під землю.
Молодий американський учений Майло Тетч у 1914 році працює в котельні, але мріє довести існування Атлантиди. Він вірить, що атланти мали розвинені технології та населяли цілий континент, який потонув біля Ісландії. Тетч тренується виголошувати доповідь, але, захопившись, пропускає зустріч з ученими, і без того налаштованими скептично. Академіки тільки насміхаються з нього, сумний Тетч приходить додому, де його чекає загадкова жінка Хельга. Вона відвозить Майло до дивакуватого містера Вітмора, друга Тетчевого дідуся. Вітмор передає молодому вченому «Записник пастуха» — знайдену кілька років тому книгу, в якій описано шлях до Атлантиди. Згідно з парі, він мусив профінансувати експедицію для пошуків континенту, якщо книга буде знайдена. Хоча дідусь помер, Вітмор дотримується слова, взявши в експедицію його онука як спеціаліста з давніх мов.
Команда шукачів під проводом капітана Тиберія спускається на дно океану в субмарині. Тетч визначає, що Атлантида міститься в печері, у згаслому вулкані, вхід куди охороняє чудовисько Левіафан. Субмарина натрапляє на кладовище затонулих кораблів, де її атакує те саме чудовисько. Майло розуміє, що Левіафан — це машина. Променева зброя страховиська знищує субмарину, проте частина команди рятується на малих підводних човнах і опиняється в печері.
Майло, звіряючись із книгою, веде експедицію вглиб печери між руїнами зниклої цивілізації. Тим часом за ними потай стежать атланти. Мандрівники зупиняються на ночівлю, балакаючи з ними, Тетч бачить, що всі в команді вирушили в подорож задля грошей. Коли всі лягають спати, в таборі стається пожежа. Майло відстає від решти і його знаходять атланти. Прибуття решти команди лякає їх, Тетч біжить навздогін і виявляє прохід до підземної порожнини, освітленої флюоресценцією. Завдяки знанням мов Тетча вдається заговорити з місцевими жителями, котрі запрошують їх до столиці.
Доросла Кіда приводить прибулих до царя, сподіваючись, що ті допоможуть Атлантиді. Проте цар, побачивши в них зброю, повеліває вирушати назад. Капітан Тиберій переконує його дати дозвіл переночувати, насправді ж сподівається знайти щось цінне та вкрасти його. Кінда з Тетчем розповідають одне одному про свої світи. Виявляється, лише Майло розуміє прадавню атлантійську мову, якою написано вказівки до можливого способу повернути Атлантиді велич. Кіда показує летючий байк, який Тетч допомагає ввімкнути, але транспорт розбивається. Принцеса показує йому різні куточки Атлантиди, обоє відвідують затоплену печеру, в якій описано минуле. Фрески зображають Серце Атлантиди — загублене джерело енергії у вигляді кристала. В «Записнику пастуха» сторінка про Серце відсутня, проте виявляється в Тиберія. Капітан хоче викрасти кристал. Тетч виступає проти, позаяк ця річ підтримує життя в Атлантиді. Озброївши команду, капітан захоплює царський палац і примушує вченого шукати кристал.
Експедиція захоплює Кіду та знаходить таємний хід до Серця Атлантиди, що висить над затопленим проваллям. Принцеса підпадає під вплив кристала, що наділяє її силою ходити по воді. Серце Атлантиди концентрує всю свою енергію в Кіді. Тиберій схоплює її, замкнувши в залізному контейнері. Майло дорікає команді за те, що вони стануть багатими ціною загибелі цілої цивілізації. Один за одним члени експедиції відвертаються від капітана. Тиберій покидає їх, підірвавши за собою міст. Природа Атлантиди починає швидко занепадати. Цар Атлантиди розповідає як у давнину використав кристал як зброю, та не зміг його контролювати і це потопило континент. Тому він боявся відкривати підданим, що джерело життя вціліло, боячись повторення катаклізму. Він просить Майло повернути Кіду, після чого помирає.
Тетч показує атлантам як підняти в повітря їхні летючі байки. Осідлавши апарати, він з командою та атлантами наздоганяє Тиберія. Капітан пробиває ракетою склепіння печери та піднімається до виходу на заздалегідь взятому дирижаблі. Майло сходиться з ним у двобої. Поранений осколком кристала, Тиберій наповнюється його енергією та гине, що спричиняє падіння дирижабля. Від удару прокидається вулкан, загрожуючи залити лавою Атлантиду. Тетч визволяє Кіду й повертає її до столиці. Енергія Серця живить роботів-охоронців, які захищають столицю від лави. Кристал повертає життя Атлантиді, а Кіда стає її правителькою.
Майло вирішує лишитися в Атлантиді. Його товариші отримують від атлантів скарби й літак, щоб повернутися на поверхню. Вітмор домовляється з ними нічого не розповідати про їхні справжні пригоди. Майло та Кіда стають парою в Атлантиді, яка знову процвітає.

## Український дубляж
Фільм дубльовано компанією «Невафільм Україна» на замовлення «Disney Character Voices International» у 2008 році.
| Персонаж                | Актор озвучення    | Український дубляж | Коротка характеристика                                                                    |
| ----------------------- | ------------------ | ------------------ | ----------------------------------------------------------------------------------------- |
| Майло Тетч              | Майкл Джей Фокс    | Павло Скороходько  | молодий учений, знавець прадавніх мов, який мріє знайти міфічну країну Атлантиду          |
| Кіда (Кідаканаш) Недакх | Крі Саммер         | Юлія Перенчук      | принцеса Атлантиди, смілива і дружньо налаштована до прибульців із поверхні               |
| Престон Вітмор          | Джон Махоні        | Євген Малуха       | старий ексцентричний багатій, що фінансує експедицію, знавець йоги                        |
| Кашекім Недакх          | Леонард Німой      | Юрій Ротштейн      | старий цар Атлантиди, батько Кіди; замкнутий правитель, винний у занепаді своєї країни    |
| Лайл Тиберій Рурк       | Джеймс Гарнер      | Олександр Ігнатуша | капітан субмарини, ветеран війни; стриманий, проте жорстокий і прагматичний шукач скарбів |
| Хельга Синклер          | Клаудія Кристіан   | Катерина Сергеєва  | помічниця Престона Вітмора, координатор експедиції                                        |
| Джебедая Фарнсворт      | Джим Варні         | Юрій Коваленко     | керівник експедицій, жвавий старий, що полюбляє готувати, але робить це погано            |
| Вінченцо Санторіні      | Дон Новелло        | Микола Карцев      | підривник, флегматичний італієць                                                          |
| Жетан Мольєр            | Корі Бертон        | Василь Мазур       | геолог, «знавець багна», зациклений на своїй роботі, товстий француз                      |
| Одрі Рамірез            | Жаклін Обрадорс    | ???                | молода дівчина, механік, жвава і грубувата                                                |
| Джошуа Світ             | Філ Морріс         | Юрій Ребрик        | кремезний медик, індіанець, знавець нетрадиційної медицини                                |
| Вільгельміна Пекард     | Флоренс Стенлі     | Наталія Надірадзе  | цинічна, проте дружньо налаштована стара радистка                                         |
| Фентон Гаркорт          | Девід Огден Стаєрс | Євген Пашин        | пихатий учений, противник ідеї існування Атлантиди                                        |

## Саундтрек
Саундтрек фільму вийшов 22 травня 2001 року на компакт-касетах та компакт-дисках, дистриб'ютор — компанія «Walt Disney Records».
Автор музики і слів Джеймс Ньютон Говард, за винятком «Where the Dream Takes You» Діани Варрен. 
| Atlantis: The Lost Empire Original Soundtrack | Atlantis: The Lost Empire Original Soundtrack            | Atlantis: The Lost Empire Original Soundtrack |
| #                                             | Назва                                                    | Тривалість                                    |
| --------------------------------------------- | -------------------------------------------------------- | --------------------------------------------- |
| 1.                                            | «Where the Dream Takes You (виконує Мія Марія Гаррісон)» | 4:00                                          |
| 2.                                            | «The Submarine»                                          | 3:20                                          |
| 3.                                            | «Milo's Turned Down»                                     | 1:48                                          |
| 4.                                            | «Atlantis Is Waiting»                                    | 2:41                                          |
| 5.                                            | «The Leviathan»                                          | 3:25                                          |
| 6.                                            | «Bedding Down»                                           | 2:32                                          |
| 7.                                            | «The Journey»                                            | 3:22                                          |
| 8.                                            | «Fireflies»                                              | 2:11                                          |
| 9.                                            | «Milo Meets Kida»                                        | 1:46                                          |
| 10.                                           | «The City of Atlantis»                                   | 2:48                                          |
| 11.                                           | «Milo and Kida's Questions»                              | 2:59                                          |
| 12.                                           | «Touring the City»                                       | 2:51                                          |
| 13.                                           | «The Secret Swim»                                        | 2:46                                          |
| 14.                                           | «The Crystal Chamber»                                    | 3:45                                          |
| 15.                                           | «The King Dies / Going After Rourke»                     | 5:12                                          |
| 16.                                           | «Just Do It»                                             | 3:18                                          |
| 17.                                           | «Kida Returns»                                           | 3:10                                          |
| 18.                                           | «Atlantis»                                               | 2:01                                          |
| 53:56                                         |                                                          |                                               |

## Супутня продукція

### Відеоігри
- Atlantis: The Lost Empire: Search for the Journal (2001) — шутер від першої особи для Microsoft Windows[3].
- Atlantis: The Lost Empire: Trial by Fire (2001) — шутер від першої особи для Microsoft Windows[4].
- Atlantis: The Lost Empire (2001) — екшн-головоломка для PlayStation[5].

## Сприйняття
«Атлантида: Загублена імперія» отримала неоднозначні відгуки критиків. Агрегатор оглядів Rotten Tomatoes повідомляє, що позитивно фільм сприйняли 49 % критиків, давши середню оцінку 5,5/10. Консенсус критиків сайту: «„Атлантида“ забезпечує стрімке видовище, але обмежена в таких речах, як розвиток персонажів і послідовний сюжет». На Metacritic фільму середньозважена оцінка складає 52 зі 100, що відповідає «змішаним або посереднім відгукам».
Роджер Еберт похвалив, що сюжет «Атлантиди» виглядає як старомодна наукова фантастика в жвавому анімаційному виконанні, а кульмінаційна сцена перевершує решту й стоїть окремо як одна з чудових анімаційних екшенів. «Атлантида», за його словами, демонструє готовність експериментувати з традицією аніме, можливо, щоб зацікавити підліткових фанатів екшнів. Це осучаснена версія «20 000 льє під водою» та романів Едгара Райса Барроуза про світ у центрі землі.
Як повідомляє Common Sense Media, фільм насичений дією, але головні герої проявляють вороже ставлення одні до інших. Хоча Майло намагається врятувати культуру, яка століттями жила в мирі, його колеги без проблем знищують місто та його жителів заради матеріальної вигоди. Фільм призначений радше розважати, і міф про Атлантиду описаний тут дуже приблизно.
Відповідаючи на питання, чи є «Атлантида: Загублена імперія» анімаційним шедевром, як «Корпорація монстрів» або «Планета скарбів», редакція Medium.com відповіла — «Абсолютно ні». «Атлантида» містить суперечливих персонажів і деякі необґрунтовано жахливі сцени. Та з самого початку сюжет фільму був на крок вище попередніх анімаційних проєктів Disney з точки зору масштабу, обравши науково-фантастичну пригодницьку альтернативну історію в стилі Жуля Верна. Фільм є прикладом того, якою могла бути мейнстримна 2D-анімація і якою вона ще може стати, якщо Disney наважиться перестати захоплюватися 3D.

## Звинувачення в плагіаті
Після виходу фільму деякі глядачі помітили, що він має багато схожостей з аніме-серіалом «Надія: Таємниця блакитної води» (1990—1991). А саме у дизайні персонажів, обстановці та розвитку сюжету. Головні герої обох творів носять великі окуляри з круглими скельцями, смаглява героїня має коштовний камінь на шиї, який пов'язаний з джерелом енергії Атлантиди, і обидва твори містять схожий екіпаж підводного човна.
Компанія Gainax планувала подати позов до суду за плагіат. За словами учасника Gainax Ясухіро Такеди, вони утрималися від позову лише через позицію материнських компаній NHK і Toho. Інший працівник Gainax, Хіроюкі Ямага, ще в інтерв'ю 2000 року казав, що компанія NHK намагалася розпочати протистояння з Disney, але навіть Національна телевізійна мережа Японії не наважилася сваритися з Disney та їхніми юристами.
Хоча Disney ніколи офіційно не відповідала на звинувачення в плагіаті, співрежисер Кірк Вайз у травні 2001 року заявив, що ніколи не чув про «Таємницю блакитної води» до звинувачення. Він стверджував, що і «Атлантида», і «Таємниця блакитної води» частково натхненні романом Жуля Верна «Двадцять тисяч льє під водою» 1870 року. Однак, Лі Сіон з Anime News Network зауважив: «Є надто багато подібностей, не пов'язаних із „20 000 льє“, щоб усе це було просто збігом».
Критики також зауважили, що сюжет «Атлантиди» має паралелі з аніме-фільмом «Небесний замок Лапута» (1986), а головний герой Майло схожий на Деніела Джексона, головного героя фільму «Зоряна брама» (1994) та персонажа його серіального продовження «Зоряна брама SG-1», включаючи деякі ключові деталі біографії. Насамперед те, що обоє знають стародавні мови, закохуються в жительку далекого світу та вирішують лишитися з нею в фіналі.